# انتخابات ریاست‌جمهوری ایران (۱۳۸۴)
انتخابات ریاست‌جمهوری ایران (۱۳۸۴) نهمین دوره انتخابات ریاست‌جمهوری در ایران بود؛ که طی دو مرحله در تاریخ ۲۷ خرداد و ۳ تیر همان سال برگزار شد و در جریان آن محمود احمدی‌نژاد به عنوان ششمین رئیس‌جمهور ایران انتخاب شد.

## رد و تأیید صلاحیت
شورای نگهبان ایران از ۱۰۱۴ نفری که برای انتخابات ریاست جمهوری ایران ثبت نام کرده بودند در ابتدا صلاحیت ۶ نفر از آنان را تأیید و صلاحیت ۱۰۰۸ نفر را رد کرد ولی پس از حکم حکومتی سید علی خامنه‌ای صلاحیت ۲ تن دیگر (مصطفی معین و محسن مهرعلیزاده ) را نیز تأیید کرد. در میان شش کاندیدای نخستین تأیید شده، محسن رضایی قبل از انتخابات اعلام انصراف کرد.

## ثبت نام کاندیداها
ثبت نام از کاندیداهای انتخابات از ساعت ۸:۳۰ صبح روز سه شنبه ۲/۲۴/ ۱۳۸۴ آغاز شد و تا پایان وقت اداری شنبه ۱۳۸۴/۰۲/۳۰ به طول انجامید. علی اکبر ولایتی که ثبت نام کرد بود، بعد از ثبت نام اکبر هاشمی رفسنجانی به نفع او اعلام انصراف کرد. در پایان زمان ثبت نام حدود ۱۰۱۴ نفر داوطلب ثبت نام کردند.

## کاندیداها

### کاندیداهای تأیید شده
- اکبر هاشمی رفسنجانی
- محمود احمدی‌نژاد
- مهدی کروبی
- علی لاریجانی
- محمدباقر قالیباف
- محسن مهرعلیزاده (تأیید پس از نامه سید علی خامنه‌ای)
- مصطفی معین (تأیید پس از نامه سید علی خامنه‌ای)

### احرازنشدگان سرشناس
- سید رضا زواره‌ای
- ابراهیم یزدی

## کمپین

### تاییدیه‌ها
| سازمان                                         | کاندیدا             |
| ---------------------------------------------- | ------------------- |
| جامعه روحانیت مبارز                            | اکبر هاشمی رفسنجانی |
| حزب کارگزاران سازندگی                          |                     |
| حزب اعتدال و توسعه                             |                     |
| خانه کارگر                                     |                     |
| حزب اسلامی کار                                 |                     |
| حزب چکاد آزاداندیشان                           |                     |
| جبهه مشارکت ایران اسلامی                       | مصطفی معین          |
| سازمان مجاهدین انقلاب اسلامی ایران             |                     |
| نهضت آزادی ایران                               |                     |
| ملی-مذهبی                                      |                     |
| انجمن اسلامی جامعه پزشکی ایران                 |                     |
| انجمن اسلامی معلمان ایران                      |                     |
| انجمن اسلامی مدرسین دانشگاه‌ها                  |                     |
| شورای هماهنگی نیروهای انقلاب اسلامی            | علی لاریجانی        |
| حزب مؤتلفه اسلامی                              |                     |
| جامعه اسلامی مهندسین                           |                     |
| جمعیت ایثارگران انقلاب اسلامی                  | محمدباقر قالیباف    |
| جبهه اصول‌گرایان تحول‌خواه                       |                     |
| ائتلاف آبادگران ایران اسلامی                   | محمود احمدی‌نژاد     |
| جمعیت وفاداران انقلاب اسلامی                   |                     |
| دفتر تحکیم وحدت — انجمن دانشگاه شیراز          |                     |
| جامعه اسلامی دانشجویان                         |                     |
| حزب همبستگی ایران اسلامی                       | مهدی کروبی          |
| مجمع اسلامی بانوان                             |                     |
| حزب مردم‌سالاری                                 |                     |
| مجمع نیروهای خط امام                           |                     |
| مجمع روحانیون مبارز                            | هیچ‌یک حمایت نکردند  |
| دفتر تحکیم وحدت — انجمن دانشگاه علامه طباطبائی | تحریم کردند         |

## آرای نامزدها

### وضعیت آرای نامزدها در استانهای مختلف
| استان                     | محمود احمدی‌نژاد | مهدی کروبی | علی لاریجانی | محسن مهرعلیزاده | مصطفی معین | محمدباقر قالیباف | اکبر هاشمی رفسنجانی | مجموع رای |
| ------------------------- | --------------- | ---------- | ------------ | --------------- | ---------- | ---------------- | ------------------- | --------- |
| استان اردبیل              | ۳۴٬۰۹۰          | ۵۳٬۹۰۶     | ۷٬۷۶۶        | ۱۱۱٬۴۶۵         | ۶۷٬۱۳۴     | ۱۰۶٬۲۷۲          | ۹۵٬۴۹۰              | ۴۷۶٬۱۲۳   |
| استان آذربایجان شرقی      | ۱۹۸٬۴۱۷         | ۱۲۱٬۹۶۹    | ۲۸٬۰۷۵       | ۳۷۸٬۶۰۴         | ۱۹۰٬۲۱۱    | ۱۲۲٬۱۶۰          | ۲۶۸٬۹۵۴             | ۱٬۳۰۸٬۳۹۰ |
| استان آذربایجان غربی      | ۷۵٬۳۱۹          | ۹۹٬۷۶۶     | ۱۵٬۴۳۵       | ۱۶۳٬۰۹۱         | ۱۴۶٬۹۴۱    | ۱۴۱٬۲۸۹          | ۱۵۱٬۵۲۵             | ۷۹۳٬۳۳۶   |
| استان بوشهر               | ۸۲٬۳۷۶          | ۹۸٬۱۴۸     | ۸٬۲۰۷        | ۴٬۹۴۲           | ۶۸٬۵۴۷     | ۴۶٬۹۶۲           | ۹۷٬۴۱۲              | ۴۰۶٬۵۹۴   |
| استان چهارمحال و بختیاری  | ۹۰٬۹۶۰          | ۷۵٬۰۴۴     | ۲۳٬۱۲۷       | ۵٬۰۵۱           | ۴۸٬۳۵۶     | ۶۴٬۰۶۸           | ۵۹٬۵۲۱              | ۳۶۶٬۱۲۸   |
| استان فارس                | ۲۴۲٬۵۳۵         | ۵۴۶٬۶۳۳    | ۶۱٬۳۸۳       | ۲۲٬۴۴۰          | ۲۱۷٬۱۲۲    | ۲۷۳٬۵۴۲          | ۴۰۳٬۰۷۴             | ۱٬۷۶۶٬۷۲۹ |
| استان گیلان               | ۱۴۹٬۰۲۶         | ۲۰۳٬۹۴۱    | ۵۰٬۰۷۰       | ۳۳٬۹۹۶          | ۱۸۲٬۳۲۱    | ۱۷۱٬۵۶۲          | ۲۱۵٬۴۷۸             | ۱٬۰۰۶٬۳۹۴ |
| استان گلستان              | ۵۶٬۷۷۶          | ۱۹۳٬۵۷۰    | ۴۲٬۳۳۴       | ۸٬۲۸۳           | ۱۵۶٬۸۶۲    | ۸۷٬۵۲۲           | ۱۵۵٬۴۹۸             | ۷۰۰٬۸۴۵   |
| استان همدان               | ۱۹۵٬۰۳۰         | ۲۱۸٬۰۱۸    | ۲۴٬۰۰۲       | ۲۰٬۴۹۶          | ۸۴٬۴۲۴     | ۷۲٬۹۸۶           | ۱۷۵٬۹۹۷             | ۷۹۰٬۹۵۳   |
| استان هرمزگان             | ۸۱٬۰۵۴          | ۱۷۷٬۴۱۳    | ۷۸٬۱۶۱       | ۹٬۶۷۹           | ۱۵۳٬۶۴۸    | ۲۵٬۳۲۶           | ۷۵٬۶۰۱              | ۵۹۹٬۹۸۲   |
| استان ایلام               | ۳۲٬۳۸۳          | ۱۰۸٬۶۲۷    | ۶٬۷۸۳        | ۳٬۰۲۶           | ۵۶٬۵۲۶     | ۴۱٬۰۸۲           | ۴۰٬۵۸۰              | ۲۸۹٬۰۰۷   |
| استان اصفهان              | ۸۰۱٬۶۳۵         | ۱۹۶٬۵۱۲    | ۷۳٬۴۵۲       | ۳۰٬۳۲۵          | ۱۹۶٬۲۶۱    | ۱۹۸٬۴۰۹          | ۲۶۰٬۸۵۸             | ۱٬۷۵۷٬۴۵۲ |
| استان کرمان               | ۱۲۹٬۲۸۴         | ۱۵۲٬۷۶۴    | ۲۲۱٬۲۱۹      | ۹٬۶۹۷           | ۵۲٬۸۹۶     | ۱۱۲٬۰۵۶          | ۴۸۰٬۲۷۱             | ۱٬۱۵۸٬۱۸۷ |
| استان کرمانشاه            | ۷۰٬۱۱۷          | ۲۵۴٬۷۸۰    | ۲۲٬۰۳۳       | ۱۲٬۵۱۶          | ۱۰۶٬۸۰۴    | ۱۱۵٬۴۳۹          | ۱۳۷٬۰۱۰             | ۷۱۸٬۶۹۹   |
| استان خراسان شمالی        | ۲۲٬۹۵۴          | ۸۹٬۵۵۱     | ۱۶٬۹۰۰       | ۸٬۲۰۹           | ۳۷٬۳۳۰     | ۱۰۰٬۰۹۱          | ۷۰٬۴۰۷              | ۳۴۵٬۴۴۲   |
| استان خراسان رضوی         | ۳۷۷٬۷۳۲         | ۲۹۷٬۹۶۷    | ۷۸٬۹۷۶       | ۳۳٬۴۸۸          | ۳۲۵٬۲۸۱    | ۸۷۷٬۶۶۵          | ۵۲۷٬۷۰۷             | ۲٬۵۱۸٬۸۱۶ |
| استان خراسان جنوبی        | ۱۰۱٬۶۳۸         | ۲۷٬۷۰۵     | ۵٬۷۱۶        | ۴٬۹۵۸           | ۳۹٬۲۷۶     | ۴۹٬۰۴۳           | ۵۷٬۲۴۴              | ۲۸۵٬۵۸۰   |
| استان خوزستان             | ۲۳۲٬۸۷۴         | ۵۳۸٬۷۳۵    | ۵۸٬۵۶۴       | ۲۰٬۱۶۴          | ۱۴۸٬۵۲۹    | ۱۴۸٬۲۳۴          | ۳۱۹٬۹۲۱             | ۱٬۴۶۷٬۰۲۱ |
| استان کهگیلویه و بویراحمد | ۳۴٬۳۹۶          | ۹۶٬۴۵۹     | ۲۰٬۳۰۶       | ۱٬۵۷۲           | ۵۰٬۹۵۴     | ۵۲٬۲۵۹           | ۵۶٬۱۵۴              | ۳۱۲٬۱۰۰   |
| استان کردستان             | ۲۲٬۳۵۳          | ۱۱۱٬۲۴۹    | ۱۰٬۲۶۱       | ۷٬۷۸۵           | ۹۲٬۸۸۴     | ۴۸٬۹۱۳           | ۵۴٬۰۰۴              | ۳۴۷٬۴۴۹   |
| استان لرستان              | ۶۹٬۷۱۰          | ۴۴۰٬۲۴۷    | ۳۱٬۱۶۹       | ۶٬۸۶۵           | ۵۳٬۷۴۷     | ۷۰٬۲۲۵           | ۱۲۱٬۱۳۰             | ۷۹۳٬۰۹۳   |
| استان مرکزی               | ۱۶۱٬۶۶۹         | ۱۰۴٬۵۲۲    | ۱۷٬۲۵۸       | ۱۴٬۰۵۸          | ۶۵٬۵۹۲     | ۷۱٬۸۲۸           | ۱۴۳٬۱۱۸             | ۵۷۸٬۰۴۵   |
| استان مازندران            | ۱۵۹٬۲۹۱         | ۱۰۳٬۲۲۹    | ۴۶۴٬۸۹۱      | ۱۸٬۴۶۷          | ۱۴۸٬۴۰۸    | ۱۱۶٬۷۶۳          | ۳۱۱٬۹۴۹             | ۱٬۳۲۲٬۹۹۸ |
| استان قزوین               | ۱۱۸٬۴۱۴         | ۸۱٬۵۶۹     | ۲۴٬۶۴۹       | ۱۸٬۰۷۸          | ۶۸٬۳۶۶     | ۷۷٬۳۹۹           | ۱۰۸٬۹۲۸             | ۴۹۷٬۴۰۳   |
| استان قم                  | ۲۵۶٬۱۱۰         | ۲۵٬۲۸۲     | ۱۰٬۸۹۴       | ۱۴٬۴۵۱          | ۲۷٬۸۲۴     | ۲۵٬۷۹۲           | ۱۰۴٬۰۰۴             | ۴۶۴٬۳۵۷   |
| استان سمنان               | ۹۸٬۰۲۴          | ۲۵٬۸۹۹     | ۲۸٬۱۹۰       | ۳٬۸۷۳           | ۲۶٬۵۷۲     | ۳۷٬۰۵۹           | ۶۹٬۷۷۳              | ۲۸۱٬۳۹۰   |
| استان سیستان و بلوچستان   | ۴۷٬۷۴۳          | ۷۷٬۰۱۷     | ۲۴٬۹۵۴       | ۷٬۳۱۲           | ۴۷۹٬۱۲۵    | ۶۸٬۶۰۵           | ۱۵۵٬۱۴۷             | ۸۵۹٬۹۰۳   |
| استان تهران               | ۱٬۵۰۰٬۸۲۹       | ۴۱۵٬۱۸۷    | ۲۴۶٬۱۶۷      | ۲۸۱٬۷۴۸         | ۶۴۸٬۵۹۸    | ۶۱۴٬۳۸۱          | ۱٬۲۷۴٬۲۷۶           | ۴٬۹۸۱٬۱۸۶ |
| استان یزد                 | ۱۷۵٬۲۰۶         | ۵۸٬۱۳۲     | ۹٬۳۱۷        | ۵٬۱۸۶           | ۶۰٬۵۱۰     | ۶۶٬۸۹۲           | ۷۷٬۹۲۴              | ۴۵۳٬۱۶۷   |
| استان زنجان               | ۹۳٬۳۰۹          | ۶۲٬۸۴۵     | ۲۲٬۸۶۹       | ۱۸٬۵۶۸          | ۶۸٬۶۴۹     | ۷۱٬۳۶۵           | ۱۱۰٬۶۹۸             | ۴۴۸٬۳۰۳   |
| منبع: وزارت کشور          |                 |            |              |                 |            |                  |                     |           |

### آرای کل نامزدها
با تجمیع آرای ایرانیان داخل و خارج نتایج انتخابات دور اول ریاست جمهوری دوره نهم نشان می‌دهد که هاشمی رفسنجانی با ۶٫۱۶ میلیون نفر معادل (۲۱ درصد آرا) نفر اول، احمدی‌نژاد با ۵٫۷۱ میلیون نفر (۱۹٫۵ درصد) نفر دوم بوده و پس از وی کروبی با ۵٫۰۷ میلیون نفر (۱۷٫۳ درصد)، معین با ۴٫۰۸ میلیون نفر (۱۳٫۹ درصد)، قالیباف با ۴٫۰۷ میلیون نفر (۱۳٫۸ درصد)، لاریجانی با ۱٫۷۴ میلیون نفر (۵٫۹ درصد) و محسن مهرعلیزاده با ۱٫۲۹ میلیون نفر (۴٫۴ درصد) به ترتیب در رتبه بعدی قرار گرفتند. تعداد آرای باطله نیز ۱٫۲ میلیون معادل ۴٫۲ درصد کل آرا بوده‌است. پراکندگی آرا و محبوبیت کاندیداها در نقاط مختلف کشور از تنوع قابل توجهی برخوردار است. بر اساس نتایج مرحله اول هاشمی و احمدی‌نژاد به مرحله دوم راه یافتند. در بین داوطلبان نام برده شده، بیشترین واریانس (میزان پراکندگی) رای استانی به ترتیب احمدی‌نژاد، کروبی و معین اختصاص دارد. رای هاشمی و قالیباف تقریباً در سطح کشور یکنواخت است اما رای احمدی‌نژاد و کروبی دارای پراکندگی بالایی در سطح کشور است.
در مرحله دوم انتخابات، احمدی‌نژاد موفق شد اکثریت آرا را به خود اختصاص دهد و به عنوان نهمین رئیس‌جمهور کشور برگزیده شود.
| کاندیدا             | دور اول    | دور اول    | دور دوم    | دور دوم    |
| کاندیدا             | رأی        | ٪          | رأی        | ٪          |
| ------------------- | ---------- | ---------- | ---------- | ---------- |
| محمود احمدی‌نژاد     | ۵٬۷۱۱٬۶۹۶  | ۱۹٫۴۳      | ۱۷٬۲۴۸٬۷۸۲ | ۶۱٫۶۹      |
| اکبر هاشمی رفسنجانی | ۶٬۲۱۱٬۹۳۷  | ۲۱٫۱۳      | ۱۰٬۰۴۶٬۷۰۱ | ۳۵٫۹۳      |
| مهدی کروبی          | ۵٬۰۷۰٬۱۱۴  | ۱۷٫۲۴      | —          | —          |
| محمدباقر قالیباف    | ۴٬۰۹۵٬۸۲۷  | ۱۳٫۹۳      | —          | —          |
| مصطفی معین          | ۴٬۰۸۳٬۹۵۱  | ۱۳٫۸۹      | —          | —          |
| علی لاریجانی        | ۱٬۷۱۳٬۸۱۰  | ۵٫۸۳       | —          | —          |
| محسن مهرعلیزاده     | ۱٬۲۸۸٬۶۴۰  | ۴٫۳۸       | —          | —          |
| آرای باطل           | ۱٬۲۲۴٬۸۸۲  | ۴٫۱۷       | ۶۶۳٬۷۷۰    | ۲٫۳۸       |
| مجموع               | ۲۹٬۴۰۰٬۸۵۷ | ۲۹٬۴۰۰٬۸۵۷ | ۲۷٬۹۵۹٬۲۵۳ | ۲۷٬۹۵۹٬۲۵۳ |
| واجدین حق رأی       | ۴۶٬۷۸۶٬۴۱۸ | ۴۶٬۷۸۶٬۴۱۸ | ۴۶٬۷۸۶٬۴۱۸ | ۴۶٬۷۸۶٬۴۱۸ |
| مشارکت              | ۶۲٫۸۴٪     | ۶۲٫۸۴٪     | ۵۹٫۷۶٪     | ۵۹٫۷۶٪     |

#### شهرستان‌های کوچک
در شهرستان‌های کوچک به‌طور متوسط در ۲۰۰ شهرستان کوچک کروبی (۲۲٫۲ درصد)، هاشمی (۲۱٫۲ درصد)، معین (۱۵٫۳ درصد)، احمدی‌نژاد (۱۵ درصد) و قالیباف (۱۴٫۴ درصد) به ترتیب رتبه‌های اول تا پنجم را کسب کرده‌اند. کروبی و معین به‌طور متوسط در شهرستان‌های با اکثریت روستایی رای بالاتری در مقایسه با شهرستان‌های با اکثریت شهری به دست آورده‌اند. این نسبت برای هاشمی و قالیباف تفاوت قابل توجهی بین نقاط شهری و روستایی در شهرستان‌های کوچک ندارد. لیکن آرای محمود احمدی‌نژاد در نقاط شهری به مراتب بیشتر از نقاط روستایی است.

#### شهرستان‌های متوسط
در شهرستان‌های متوسط به‌طور میانگین کروبی (۲۲٫۷ درصد)، هاشمی (۲۱٫۵ درصد)، احمدی‌نژاد (۱۶٫۲ درصد)، معین (۱۶٫۱ درصد) و قالیباف (۱۵٫۵ درصد) به ترتیب رتبه‌های اول تا پنجم را داشته‌اند. همچنین بررسی آرا در نقاط شهری و روستایی نشان می‌دهد که هاشمی، معین و قالیباف در شهرستان‌های با اکثریت روستایی رای بیشتری داشته‌اند در مورد مهدی کروبی با درصد کمی وضعیت در نقاط شهری بهتر بوده‌است و در مورد احمدی‌نژاد همانند شهرستان‌های کوچک ملاحظه می‌شود که درصد آرای او در نقاط شهری به میزان قابل توجهی بیشتر از نقاط روستایی است.

#### شهرستان‌های بزرگ
در شهرستان‌های بزرگ کشور احمدی‌نژاد (۲۴٫۸ درصد)، هاشمی (۲۲٫۷ درصد)، قالیباف (۱۵٫۵ درصد)، کروبی (۱۳٫۸ درصد) و معین (۱۳٫۲ درصد) به ترتیب حائز اکثریت آرا شده‌اند. در مورد هاشمی، قالیباف و معین، تفاوت قابل ملاحظه در آرای نقاط شهری و روستایی وجود ندارد. لیکن مهدی کروبی به‌طور قابل توجهی در نقاط روستایی دارای رای بیشتری است و محمود احمدی‌نژاد مشابه شرایط شهرستان‌های کوچک و متوسط در شهرستان‌های بزرگ نیز در نقاط شهری حائز آرای بیشتری شده‌اند.
در رقابت دور دوم علی اکبر هاشمی رفسنجانی ۱۰٬۰۴۶٬۷۰۱ رای و ۳۵٫۹۳ درصد آرای کل را بدست آورد و محمود احمدی‌نژاد ۱۷٬۲۸۴٬۷۸۲ رای و ۶۱٫۶۹ درصد آرای کل را به دست آورد که رئیس‌جمهور برگزیده شد.

## ادعای تقلبات انتخاباتی
در نهمین دوره انتخابات ریاست جمهوری ایران سه کاندید (معین، هاشمی رفسنجانی و کروبی) مدعی تقلب در انتخابات به نفع محمود احمدی‌نژاد شدند. همچنین برخی بازرسان وزارت کشور نیز تقلب در انتخابات را تأیید کردند.
گزارش‌ها حاکی از دخالت نهادهای زیر نظر محمود احمدی‌نژاد است. گفته شده‌است که برخی نزدیکان وی پیش از برگزاری انتخابات طی جلسه‌ای اضطراری خواستار تمرکز بر روی احمدی‌نژاد برای پیروزی اصولگرایان ایران در انتخابات شدند.

سردار امیرعلی امیری مدیر سایت اصولگرای تابناک چهار سال بعد در آستانه انتخابات دهمین دوره ریاست جمهوری که خطر عدم پیروزی احمدی‌نژاد مطرح شد پیرامون آنچه در انتخابات نهمین دوره رویداد نوشت:
برآوردها نشان می‌دهد که در روزهای آینده ممکن است اصولگرایان با همان مشکل دوره نهم انتخابات مواجه شوند که هر سه کاندیدای اصولگرا، در معرض تهدید جدی کمبود آراء قرار گرفتند و موجب شد در ۴۸ ساعت آخر فرصت تبلیغاتی شبکه تبلیغی قالیباف که مورد حمایت بخش اصلی اصولگرایان بود، به سمت احمدی‌نژاد که اقبال مردمی بیشتری را جذب کرده بود، گردش کنند و در نتیجه احمدی‌نژاد در دور اول توانست با اختلاف کمی نسبت به کروبی نفر دوم شود.

### علی میر باقری
علی میر باقری از مسئولان وزارت کشور اعلام کرد که ناظرین شورای نگهبان در مراکز رای‌گیری تخلفات گسترده انتخاباتی داشتند. او همچنین اعلام کرد که به علت اعتراض به این تخلفات چند ساعت توسط نیروی انتظامی زندانی شد.

### مهدی کروبی
مهدی کروبی پس از اعلام نتایج دور اول انتخابات که حاکی از راه یابی هاشمی رفسنجانی و محمود احمدی‌نژاد به دور دوم بود طی مصاحبه‌ای مدعی شد «آرا توسط شورای نگهبان دستکاری شده‌است».   خامنه‌ای درپاسخی به وی گفته بود:
به آقای کروبی بگویید: من رئوس مطالب شما را نگاه کردم. مطالبی که شما گفتید به کلی دور از شأن شما و در جهت ایجاد بحران در کشور است. آیا متوجه هستید که چه کار دارید می‌کنید؟ آیا متوجه هستید که ایجاد بحران و بدبین کردن مردم کاملاً در جهت خواست دشمنانی است که خیز برداشته‌اند برای این که بلایی بر سر انقلاب و نظام جمهوری اسلامی در بیاورند که همه شما را دربرخواهد گرفت. اگر اعتراض به انتخابات دارید مگر راه قانونی وجود ندارد؟ چرا فضا را خراب می‌کنید؟ ممکن است دیگران نیز اعتراضات مشابه داشته باشند. آیا حق می‌دهید آنان فردا همه چیز را زیر سؤال ببرند؟ من از شما مطلقاً انتظار چنین برخوردی ندارم و من به حول و قوه الهی نخواهم گذاشت افرادی در کشور بحران ایجاد کنند.»

این پاسخ باعث شد کروبی با انتشار نامه‌ای سرگشاده فرزند خامنه‌ای و سپاه و بسیج و شورای نگهبان را به «تقلب در انتخابات» متهم سازد:
حدود ساعت سه بامداد شنبه بیست و هشتم خردادماه که ثبت رسمی آرا در سایت انتخابات آغاز شد، تمام آمارهای رسمی رای اینجانب را بسیار بالاتر از سایر کاندیداهای محترم نشان می‌داد. ساعت پنج بامداد که اینجانب به استراحت پرداختم، رای بنده حدود ۲۵ درصد و رای سایر کاندیداها کمتر از بیست درصد بود. در همان ساعات بعضی از دوستان با توجه به آرای شصت و هفتاد درصدی در بعضی استان‌ها، معدل بیست و پنج درصدی ثبت شده به نام اینجانب را مشکوک می‌دانستند اما پس از حدود دو ساعت که از خواب بیدار شدم، مانند بیداری از خواب اصحاب کهف، دریافتم که همه چیز تغییر کرده‌است. سخنگوی شورای نگهبان در مصاحبه‌ای کودتاگونه در ساعات اولیه صبح با دستپاچگی کامل و برخلاف رویه نشان داد که اعلام آرای مردم از مجرای قانون وزارت کشور مطلوب بعضی از مراکز قدرت و افراد ذی‌نفوذ نیست. اینجانب حدود ساعت هشت و نیم صبح با مسوولان وزارت کشور تماس گرفتم که آن‌ها نیز ازاین حرکت شورای نگهبان و صدا و سیما - که به قرار مسموع بدون اطلاع مدیریت صدا و سیما انجام شد - ابراز تعجب کرده و اعلام کردند براساس اطلاعاتی که بلافاصله از صورتجلسه نهایی اخذ آرا در حوزه‌های انتخابیه استخراج و مستقیماً وارد سایت کامپیوتری وزارت کشور می‌شود، اینجانب کماکان در رتبه اول قرار دارم. موضوع دخالت احتمالی بخش‌هایی از سپاه و بسیج را اینجانب قبلاً به صورت حضوری به عرض جنابعالی رسانده بودم و آنگونه که شنیده‌ام وزرای کشور، اطلاعات و دادگستری نیز طی نامه‌ای آن را به جنابعالی منعکس و خواستار اتخاذ تدابیر لازم برای جلوگیری از وقوع آن شده بودند.

وی همچنین پسر خامنه‌ای را به دخالت در انتخابات متهم کرد و گفت از تمام پست‌های خود در نظام استعفا می‌دهد و مسئولیت تمام اتهاماتی را که وارد کرده‌است می‌پذیرد:
 به‌رغم شفافیت مواضع جنابعالی، اخباری مبنی بر حمایت فرزند محترم شما - آقا سید مجتبی - از یکی از کاندیداها منتشر شد که پس از به تواتر رسیدن این اخبار نگران شدم که مبادا این موضوع مرتبط با دیدگاه حضرتعالی باشد اما تجربیات سابق و شناختی که از شما داشتم مرا مطمئن کرد که این موضوع، نظر شخصی ایشان است. پس از آن هم شنیدم که یکی از بزرگان به جنابعالی گفته‌اند که «آقازاده حضرتعالی از فلان شخص حمایت می‌کند» و شما فرموده‌اید «ایشان آقا است نه آقازاده» و به هر حال مشخص شد که آن حمایت‌ها نظر شخصی آقا مجتبی بوده‌است. در عین حال کماکان خبرهایی در مورد فعالیت ایشان به نفع یکی از کاندیداها - که سه روز قبل از انتخابات ناگهان ستاره بخت او افول کرد و عنایت‌ها به طرف فرد دیگر سرازیر شد - و حتی رفت‌وآمد به ستاد انتخاباتی آن کاندیدا منتشر شد.

### هاشمی رفسنجانی
هاشمی نیز که به دور دوم انتخابات راه یافته و با محمود احمدی‌نژاد در دور دوم رقابت کرد طی بیانیه‌ای مدعی «تقلب در انتخابات» و «فاقد صلاحیت بودن ناظران (شورای نگهبان) برای پیگیری شکایت‌ها» سخن گفت: 
در مرحله نخست انتخابات، حضور مردم حماسه‌ای عظیم را رقم زد و اگر اشکالاتی بروز کرد غفلت مدیریت و نظارت بود که در نتیجه، شاهد برخی تخلف‌ها از جمله تخریب‌های زننده و دخالت‌های ناروای سازماندهی شده بودیم. متأسفانه همان تفکری که در دوران مبارزه در مقابل امام (ره) و همراهان ایستادگی می‌کرد و امام (ره) را مسئول خون‌های ریخته شده در راه انقلاب معرفی می‌کرد، امروزه پوستین اسلام را وارونه پوشیده و ریاکارانه به فریبکاری مشغول است و اصرار دارد که افکار معیوب خود را به جای معارف اصیل اسلام به دیگران تحمیل کند، تفکری که حامیان امروزی آن علی‌رغم اعلام و دستور صریح رهبر معظم انقلاب مبنی بر عدم تخریب دیگران در مبارزات انتخاباتی، میلیاردها تومان از بیت‌المال را صرف تهیه و نشر تهمت‌ها و اهانت‌ها و دروغ‌های خطرناک می‌کنند که تاکنون ده‌ها میلیون شبنامه منتشر کرده و هنوز هم دست بردار نیستند… در متن برگزاری انتخابات به برخی دخالت‌های سازمان‌یافته در هدایت آرا انجامید و معلوم نیست این رویه ناصواب اگر نهادینه شود، رو به کجا خواهد برد؟

برادر وی نیز چند سال بعد طی مصاحبه‌ای انتخابات را مخدوش دانست:
من معتقدم از ابزار غیر رایی استفاده شد حال اسمش را هر چه می‌خواهید بگذارید من دست کاری در آرا، تعویض رای و استفاده از امکانات دولتی در انتخابات را ابزار غیر رایی می‌دانم اگر شما کشوری را به من نشان دهید که در دو دوره انتخابات رای هفت میلیونی به هفده میلیون و رای بیست میلیونی به ده میلیون تبدیل شده باشد من حرف شما را می‌پذیرم.

### مصطفی معین

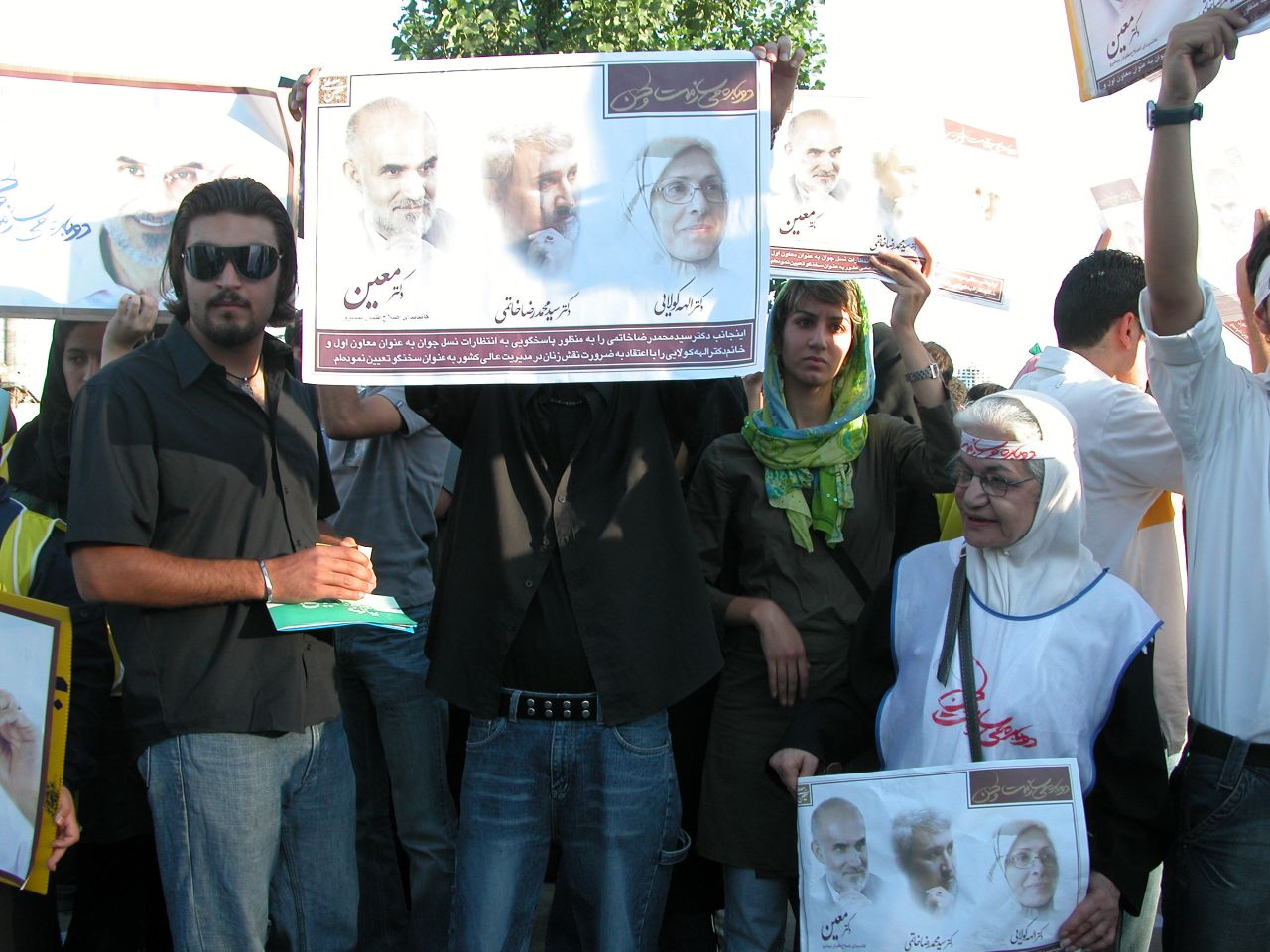
حامیان مصطفی معین در انتخابات ریاست جمهوری سال ۱۳۸۴

مصطفی معین، نامزد جبهه دموکراسی و حقوق بشر نیز در بیانیه‌ای به آنچه «دخالت سازمان یافته نظامی و نظارتی» در روند انتخابات خواند، اعتراض کرد.
معین در قسمت‌هایی از بیانیه خود در اعتراض به تقلب در انتخابات نوشت: «هشیار باشیم که این قبیل تلاشهای پیچیده و خزنده نهایتاً در این کشور سر از نظامی گری، اقتدارگرایی و خفقان سیاسی و اجتماعی در خواهد آورد. این روند تهدیدی برای جامعه مدنی و انسداد راه اصلاحات است.»
معین در بیانیه خود نوشت که در روزهای پایانی انتخابات، «اراده‌ای قاهر» برای پیروزی «یک کاندیدای خاص» و حذف نامزدهای دیگر به میدان آمد و «باب سازماندهی برخی نهادهای نظامی و حمایت دستگاه نظارتی انتخابات را گشود.»
او گفت که این اقدامات، «زنگ خطری برای دموکراسی نوپای» ایران است و هشدار داد که چنین روندی به «نظامی گری»، «اقتدارگرایی» و «خفقان سیاسی و اجتماعی» منجر خواهد شد.
معین در این بیانیه از مردم ایران خواست «خطر فاشیسم، از میان رفتن نقش مردم و حذف جمهوریت» را جدی بگیرند.
او در واکنش به نتیجه انتخابات ۲۷ خرداد ماه گفت: «آنچه جامعه در روند انتخابات به آن دست یافت و آنچه از آن در نهایت محروم ماند، پدیده‌ای بسیار مهم است که چون گذشته باید در پرتو خرد جمعی و کار جمعی مورد ارزیابی و نقد قرار بگیرد.»
الهه کولایی، سخنگوی مصطفی معین پس از قرائت بیانیه این نامزد انتخاباتی در محل جبهه مشارکت گفت «یک فرایند نظامی و شبه نظامی» در نتیجه انتخابات تأثیرگذار بوده‌است.
کولایی افزود: «یکی دو روز قبل از رای‌گیری اقداماتی صورت گرفت تا کاندیدای مورد نظر بالا کشیده شود.» به گفته او، این اقدامات با توجه به هشدارهایی که پیشاپیش داده شد، «قابل تامل» بود.

### گزارش بازرسان وزارت کشور
بازرس ویژه وزارت کشور که به دلیل اعتراض به اقدامات ناظران شورای نگهبان و وضعیت شعب رای‌گیری توسط مسئولان شورای نگهبان چند ساعتی در بازداشت بود وضعیت را اینطور گزارش داد:
به عنوان بازرس ویژه وزارت کشور در حوزه انتخابیه تهران برای سرکشی به محله‌های نازی‌آباد و عبدل‌آباد در جنوب تهران رفته بوده و در آنجا مشاهده کرده بوده که در اکثر شعب، ناظران به جای نظارت کار اجرایی انجام می‌دادند، شناسنامه‌ها کنترل نمی‌شده و افراد بدون کنترل بعد از ورود به شعب رأی می‌دادند. وی گفته که با مشاهده این رویکرد، به عملکرد ناظران شورای نگهبان و دخالت آنان در اجرای انتخابات اعتراض کرده اما پس از اعتراض، دو نفر که خودشان را مسئولان شورای نگهبان در ناحیه معرفی می‌کردند او را بازداشت و به مدت دو ساعت در شعبه توقیف کردند و سپس با اکیپ سی نفره‌ای به کلانتری نازی‌آباد فرستادند تا اینکه سرانجام پس از دو ساعت و نیم بازداشت در کلانتری با وساطت مسئولان وزارت کشور آزاد شده‌است.
وزارت کشور به عنوان مجری انتخابات روند رای‌گیری در برخی حوزه‌های انتخابیه به دلیل وقوع تقلب متوقف کرد اما شورای نگهبان ضمن مداخله مانع از توقف روند رای‌گیری شد.
در شرایطی که محمد خاتمی رئیس جمهور وقت نیز مدعی بروز برخی مسائل در انتخابات شد و آن را «بداخلاقی» نامید، مدیر کل حقوقی وزارت کشور تأکید کرد آنچه روی داده جرم‌های آشکار در انتخابات است و بداخلاقی نامیدن این مسئله منحرف کردن افکار عمومی است.

### اظهارات فرماندهان سپاه
محمدباقر ذوالقدر معاون سپاه پاسداران که در دولت احمدی‌نژاد به سمت معاون وزارت کشور منصوب گردید، چند ماه پس از پیروزی احمدی‌نژاد در جمع بسیجیان پیرامون پیروزی وی در انتخابات، «انتخابات نهمین دوره ریاست جمهوری [را] در نوع خود بی نظیر» خواند. وی با تخطئه کسانی که «نیروهای اصولگرا را در جریان انتخابات به بی برنامگی، اختلافات، قدرت طلبی و عدم تفاهم بر سر کاندیدای واحد متهم می‌کردند» اظهار داشت: «در شرایط پیچیده سیاسی که قدرت‌های خارجی و جریان‌های فزون خواه در داخل از مدت‌ها قبل مترصد بوده و برنامه‌ریزی کرده بودند که نتیجه انتخابات را به نفع خود تغییر دهند و از شکل‌گیری یک دولت کارآمد اصولگرا جلوگیری نمایند، باید پیچیده عمل می‌شد و نیروهای اصولگرا بحمدالله با طراحی درست و چند لایه توانستند در یک رقابت واقعی و تنگاتنگ، حمایت اکثریت مردم را به خدمتگزاری بیشتر و موثرتر به آن‌ها جلب نمایند.» وی در اظهار نظر دیگری گفته بود: «موفقیت در انتخابات شوراها و مجلس شورای اسلامی پاک‌سازی دو رکن مهم از عناصر نفوذی بود.»

### مقاله روزنامه کیهان
روزنامه کیهان در مقاله‌ای به مناسبت برگزاری جلسات هادیان سیاسی سپاه پاسداران به اثرگذاری سپاه از طریق هادیان سیاسی در انتخابات اعتراف کرد و نوشت: «به جز طیف رای‌دهندگان، مجموعه‌ای از رای سازان و فعالان سیاسی وجود دارند که نقش اصلی در شکل‌گیری پدیده مبارک سوم تیر داشته‌اند. این مجموعه هنوز هم به همان نیرومندی سابق و بلکه با نشاط تر از قبل در صحنه حضور دارد و در هر آوردگاهی در آینده نقشی کلیدی بر عهده خواهد داشت. بی‌آنکه قصدی برای محدود ساختن این مجموعه در طیفی خاص در میان باشد، صرفاً به عنوان یک آدرس می‌شود این‌گونه فرض کرد که تشکل‌هایی چون بسیج دانشجویی، بسیج طلاب، بسیج استادان و حوزه‌های شهری و روستایی مقاومت بسیج جزو اصلی‌ترین ارکان مجموعه رای ساز در سوم تیر ۸۴ بودند.»

### دولت‌های خارجی
دولت آمریکا مدعی مخدوش بودن انتخابات ایران از ابتدا شد و به رد صلاحیت عده کثیری از کاندیدها اشاره کرد.